# Geometriae Dedicata
Geometriae Dedicata (с лат. — «Посвящённый геометрии») — математический журнал, публикующий работы в области геометрии и связанных с ней разделов топологии, теории групп и теории динамических систем. 
Журнал основан в 1972 году по инициативе голландского математика Ханса Фройденталя.
В настоящее время публикуется издательством Springer с периодичностью 6 номеров в год.

## Показатели
Индекс цитируемости MCQ на 2021 год составил 0,67 при среднем 0,48.